# Ciglenica Zagorska
Ciglenica Zagorska is een plaats in de gemeente Sveti Križ Začretje in de Kroatische provincie Krapina-Zagorje. De plaats telt 664 inwoners (2001).